# Edin-Ådahl
Edin-Ådahl var en svensk duo. De repræsenterede Sverige i Eurovision Song Contest 1990 med Som en vind.